# Zhongbu (köping i Kina, Shandong)
Zhongbu (kinesiska: 中埠镇, 中埠) är en köping i Kina. Den ligger i provinsen Shandong, i den östra delen av landet, omkring 110 kilometer öster om provinshuvudstaden Jinan. Antalet invånare är 20 422. Befolkningen består av 9 209 kvinnor och 11 213 män. Barn under 15 år utgör 11,0 %, vuxna 15-64 år 76 %, och äldre över 65 år 11,0 %.
Genomsnittlig årsnederbörd är 769 millimeter. Den regnigaste månaden är juli, med i genomsnitt 284 mm nederbörd, och den torraste är januari, med 7 mm nederbörd.